# Tacinga
Tacinga ist eine Pflanzengattung aus der Familie der Kakteengewächse (Cactaceae). Der botanische Name der Gattung ist ein Anagramm des Wortes „Catinga“, dem Verbreitungsgebiet der Gattung in der brasilianischen Caatinga.

## Beschreibung
Die Arten der Gattung Tacinga wachsen strauchig, sind manchmal schwach kletternd oder kriechend. Die grünen Triebe sind im Querschnitt rund und stockartig, manchmal leicht gedrückt oder rund, länglich oder elliptisch und etwas abgeflacht. Sie können gegliedert sein und werden im Alter holzig. Die stark zurückgebildeten Laubblätter sind klein, schlank und zylindrisch. Aus den schwarzen, mit Glochiden besetzten Areolen entspringen 2 bis 3 kurze Dornen, die auch fehlen können und bald abfallen.
Die blass gelben, grün bis violett bis braun melierten Blüten entspringen entlang der Segmentkanten oder in der Nähe Triebspitze. Sie öffnen sich am Tag oder sind am Tag und in der Nacht geöffnet. Das kugelförmige bis  verlängerte, triebartige Perikarpell ist mit winzigen Schuppen und Glochiden tragenden Areolen besetzt.
Die kugelförmigen bis länglichen, fleischigen Früchte sind grün, weiß, bräunlich oder rötlich. Der Blütenrest fällt schnell ab. Sie enthalten weißliche, fast kugel- bis birnenförmige Samen, die seitlich ein wenig zusammengedrückt und 3 bis 4 Millimeter lang sind.

## Systematik und Verbreitung
Die Arten der Gattung Tacinga sind in der Caatinga-Vegetation im Osten und Nordosten von Brasilien verbreitet. 
Die Erstbeschreibung der damals monotypischen Gattung wurde von Nathaniel Lord Britton und Joseph Nelson Rose 1919 veröffentlicht. Die Typusart der Gattung ist Tacinga funalis.

### Systematik nach N.Korotkova et al. (2021)
Die Gattung umfasst die folgenden Arten:
- Tacinga armata J.G.Freitas & E.M.Almeida[2]
- Tacinga braunii Esteves
- Tacinga ×flammea J.G.Freitas & E.M.Almeida[2]
- Tacinga funalis Britton & Rose
- Tacinga gladispina J.G.Freitas & E.M.Almeida[2]
- Tacinga inamoena (K.Schum.) N.P.Taylor & Stuppy
- Tacinga lilae (Trujillo & Marisela Ponce) Majure & R.Puente ≡ Opuntia lilae Trujillo & Marisela Ponce
- Tacinga palmadora (Britton & Rose) N.P.Taylor & Stuppy
- Tacinga ×quipa (F.A.C.Weber) N.P.Taylor & Stuppy
Ist eine Hybride aus Tacinga inamoena und Tacinga palmadora. Ihr Trivialname ist „Quipa“.
- Tacinga saxatilis (F.Ritter) N.P.Taylor & Stuppy
  - Tacinga saxatilis subsp. estevesii (P.J.Braun) N.P.Taylor & Stuppy
  - Tacinga saxatilis subsp. saxatilis
- Tacinga subcylindrica (M.Machado & N.P.Taylor) M.Machado & N.P.Taylor[3]
- Tacinga werneri (Eggli) N.P.Taylor & Stuppy

### Systematik nach Anderson/Eggli (2005)
Zur Gattung gehören die folgenden Arten:
- Tacinga braunii Esteves
- Tacinga funalis Britton & Rose
- Tacinga inamoena (K.Schum.) N.P.Taylor & Stuppy
  - Tacinga inamoena subsp. inamoena
  - Tacinga inamoena subsp. subcylindrica M.Machado & N.P.Taylor ≡Tacinga subcylindrica (M.Machado & N.P.Taylor) M.Machado & N.P.Taylor
- Tacinga palmadora (Britton & Rose) N.P.Taylor & Stuppy
- Tacinga ×quipa (F.A.C.Weber) N.P.Taylor & Stuppy
Ist eine Hybride aus Tacinga inamoena und Tacinga palmadora. Ihr Trivialname ist „Quipa“.
- Tacinga saxatilis (F.Ritter) N.P.Taylor & Stuppy
  - Tacinga saxatilis subsp. estevesii (P.J.Braun) N.P.Taylor & Stuppy
  - Tacinga saxatilis subsp. saxatilis
- Tacinga werneri (Eggli) N.P.Taylor & Stuppy

## Nachweise